# I Think My Older Brother Used to Listen to Lagwagon
I Think My Older Brother Used to Listen to Lagwagon es un EP de la banda de punk rock californiana Lagwagon. Tras tres años de silencio y varias giras, entre ellas dos por Europa, Lagwagon lanzó un EP, el tercero de su carrera, con 7 canciones, el 19 de agosto de 2008, cuyo título ironiza una vez más con la edad del grupo, uno de los más veteranos de la escena punk hardcore melódico.

## Listado de canciones
1. "B Side" - 2:58
2. "No Little Pill" - 2:31
3. "Errands" 3:05
4. "Memoirs and Landmines" - 1:55
5. "Fallen" - 2:56
6. "Live It Down" - 3:43
7. "Mission Unaccomplished" - 1:56

## Créditos
- Joey Cape - Voz
- Chris Flippin - Guitarra
- Chris Rest - Guitarra
- Jesse Buglione - Bajo
- Dave Raun - Batería

- Datos: Q5979175